# Ronde van Lombardije 1992
De Ronde van Lombardije 1992 was de 86e editie van deze eendaagse Italiaanse wielerwedstrijd, en werd verreden op zaterdag 17 oktober 1992. Het parcours leidde van Monza naar Monza en ging over een afstand van 241 kilometer. 
De Zwitser Tony Rominger won na een solo van vijftien kilometer. Deze wedstrijd was de elfde manche van de wereldbeker .

## Uitslag
| Ronde van Lombardije 1992 |                      |                        |          |
| Plaats                    | Naam                 | Ploeg                  | Tijd     |
| Winnaar                   | Tony Rominger        | CLAS-Cajastur          | 6u07'50" |
| 2                         | Claudio Chiappucci   | Carrera Jeans–Vagabond | + 0'41"  |
| 3                         | Davide Cassani       | Ceramiche Ariostea     | + 2'50"  |
| 4                         | Raúl Alcalá          | PDM                    | + 5'15"  |
| 5                         | Rolf Sörensen        | Ariostea               | + 6'53"  |
| 6                         | Beat Zberg           | Helvetia-La Suisse     | + 7'22"  |
| 7                         | Udo Bölts            | Team Telekom           | z.t.     |
| 8                         | Bo Hamburger         | TVM                    | + 7'32"  |
| 9                         | Davide Rebellin      | GB–MG Maglificio       | + 7'44"  |
| 10                        | Stephen Hodge        | ONCE                   | + z.t.   |
|                           |                      |                        |          |
| 17                        | Gert-Jan Theunisse   | TVM - Sanyo            | + 7'56"  |
| 26                        | Frank Van Den Abeele | Lotto - Mavic          | + 28'34" |

1905 · 1906 · 1907 · 1908 · 1909 · 1910 · 1911 · 1912 · 1913 · 1914 · 1915 · 1916 · 1917 · 1918 · 1919 · 1920 · 1921 · 1922 · 1923 · 1924 · 1925 · 1926 · 1927 · 1928 · 1929 · 1930 · 1931 · 1932 · 1933 · 1934 · 1935 · 1936 · 1937 · 1938 · 1939 · 1940 · 1941 · 1942 · 1943 · 1944 · 1945 · 1946 · 1947 · 1948 · 1949 · 1950 · 1951 · 1952 · 1953 · 1954 · 1955 · 1956 · 1957 · 1958 · 1959 · 1960 · 1961 · 1962 · 1963 · 1964 · 1965 · 1966 · 1967 · 1968 · 1969 · 1970 · 1971 · 1972 · 1973 · 1974 · 1975 · 1976 · 1977 · 1978 · 1979 · 1980 · 1981 · 1982 · 1983 · 1984 · 1985 · 1986 · 1987 · 1988 · 1989 · 1990 · 1991 · 1992 · 1993 · 1994 · 1995 · 1996 · 1997 · 1998 · 1999 · 2000 · 2001 · 2002 · 2003 · 2004 · 2005 · 2006 · 2007 · 2008 · 2009 · 2010 · 2011 · 2012 · 2013 · 2014 · 2015 · 2016 · 2017 · 2018 · 2019 · 2020 · 2021 · 2022 · 2023 · 2024 · 2025